# Valérie Simonet
Pour les articles homonymes, voir Simonet.
Valérie Simonet est une femme politique française, née le 26 octobre 1966. Elle est, depuis le 2 avril 2015, présidente du conseil départemental de la Creuse,,.

## Biographie

### Carrière politique

#### Au niveau départemental
Elle était la remplaçante de l'ancien député Jean Auclair. Celui-ci supplée à son tour le binôme de Valérie Simonet, Jérémie Sauty, lors des élections départementales de 2015.

#### Au niveau national
Elle se présente aux législatives anticipées de juin 2024 dans la 1ère circonscription de la Creuse sous l'étiquette divers droite et obtient 22,12 % des voix ce qui la place en 3ème position. Malgré de nombreux appels à se désister, elle maintient sa candidature au second tour et obtient 34,84 % des suffrages derrière Bartolomé Lenoir (LR soutenu par le RN et Ciotti), élu,.